# Crevedia Mare
Crevedia Mare is een Roemeense gemeente in het district Giurgiu.
Crevedia Mare telt 4933 inwoners.